# Tomasz Wiater

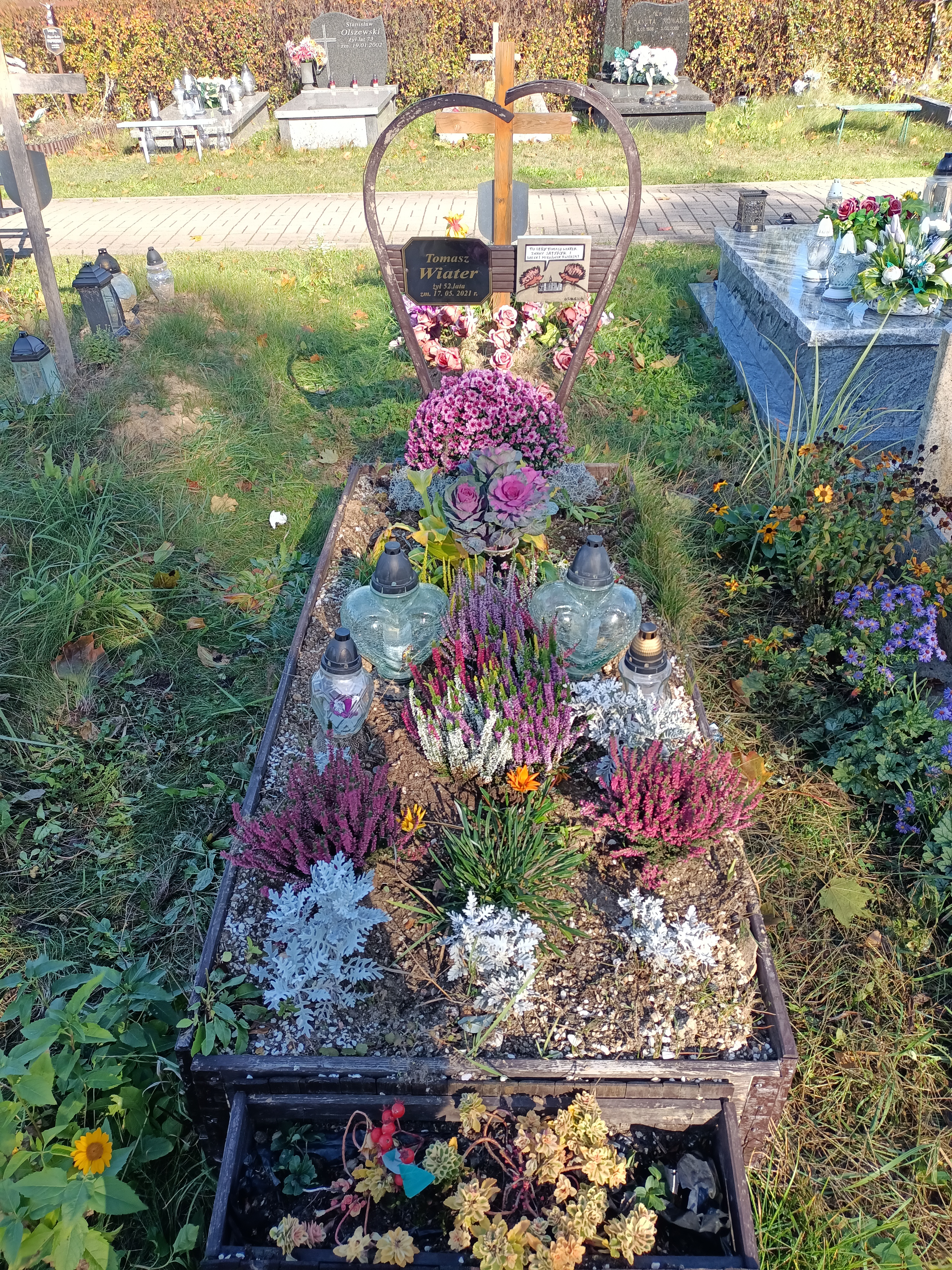
Grób Tomasza Wiatera na Cmentarzu Południowym w Antoninowie

Tomasz Wiater (ur. 30 kwietnia 1969 w Makowie Podhalańskim, zm. 17 maja 2021) – polski rzeźbiarz, grafik, rysownik, karykaturzysta.

## Życiorys
Ukończył Liceum Plastyczne im. Antoniego Kenara w Zakopanem. W latach 1990–1995 studiował na Wydziale Rzeźby ASP w Warszawie. W 1995 roku otrzymał dyplom w pracowni prof. Adama Myjaka. W latach 1997–1998 odbył staż artystyczny w École Nationale Supérieure des Beaux-Arts w Paryżu. Stypendysta Rządu Francuskiego (1997-98), Ministra Kultury i Sztuki (1997) oraz Fundacji im. Stefana Batorego. Laureat nagrody w dziedzinie rzeźby Akademii Francuskiej i Instytutu Francuskiego w 1996 roku. W latach 1999–2003 pracownik Wydziału Rzeźby ASP w Warszawie. Debiutował jako rysownik w latach 80. w wydawnictwach niezależnych. Od 1992 roku do śmierci związany był z tygodnikiem „NIE”. Od 2011 roku prowadził autorską stronę internetową „Wiater w oczy”. Autor książek „Habemus pamparampampam”, „Siwy Dym!”, „Duda plus”. Członek Stowarzyszenia Polskich Artystów Karykatury i Związku Polskich Artystów Plastyków. Zmarł na COVID-19.
W 2019 roku Muzeum Karykatury im. Eryka Lipińskiego zorganizowało jego wystawę monograficzną, na której prezentowane były jego rysunki, rzeźby oraz wykonane z filcu, specjalnie z okazji wystawy, plakaty. Wystawie towarzyszył dwutomowy katalog rysunków.

## Nagrody i wyróżnienia[3]
- 2015 nagroda specjalna – Festiwal Satyry Europejskiej, Warszawa
- wyróżnienie – Cztery Pory Karykatury: Zima, Warszawa
- wyróżnienie – Cztery Pory Karykatury: Wiosna, Warszawa
- II nagroda – Cztery Pory Karykatury: Zima
- 2016 III nagroda – Cztery Pory Karykatury: Zima
- III nagroda – Cztery Pory Karykatury: Wiosna
- I nagroda – Cztery Pory Karykatury: Lato, Warszawa
- II nagroda – Cztery Pory Karykatury: Jesień
- nagroda legnickich dziennikarzy im. Andrzeja Waligórskiego – Satyrykon, Legnica
- 2017 wyróżnienie – Cztery Pory Karykatury: Wiosna
- I nagroda – Cztery Pory Karykatury: Lato
- wyróżnienie – Cztery Pory Karykatury: Lato
- wyróżnienie – Cztery Pory Karykatury: Jesień, Warszawa
- 2018 I nagroda – Cztery Pory Karykatury: Zima, Warszawa
- wyróżnienie – Cztery Pory Karykatury: Zima, Warszawa
- I nagroda i „Rogaty Ołówek” – Cztery Pory Karykatury. Rysunki Roku 2017/2018, Warszawa nagroda honorowa – I Ogólnopolski Konkurs na Rysunek Prasowy im. Aleksandra Wołosa, Olsztyn (2019).